# Renault Mégane E-Tech Electric
Renault Mégane E-Tech Electric – elektryczny crossover klasy subkompaktowej produkowany pod francuską marką Renault od 2022 roku.

## Historia i opis modelu

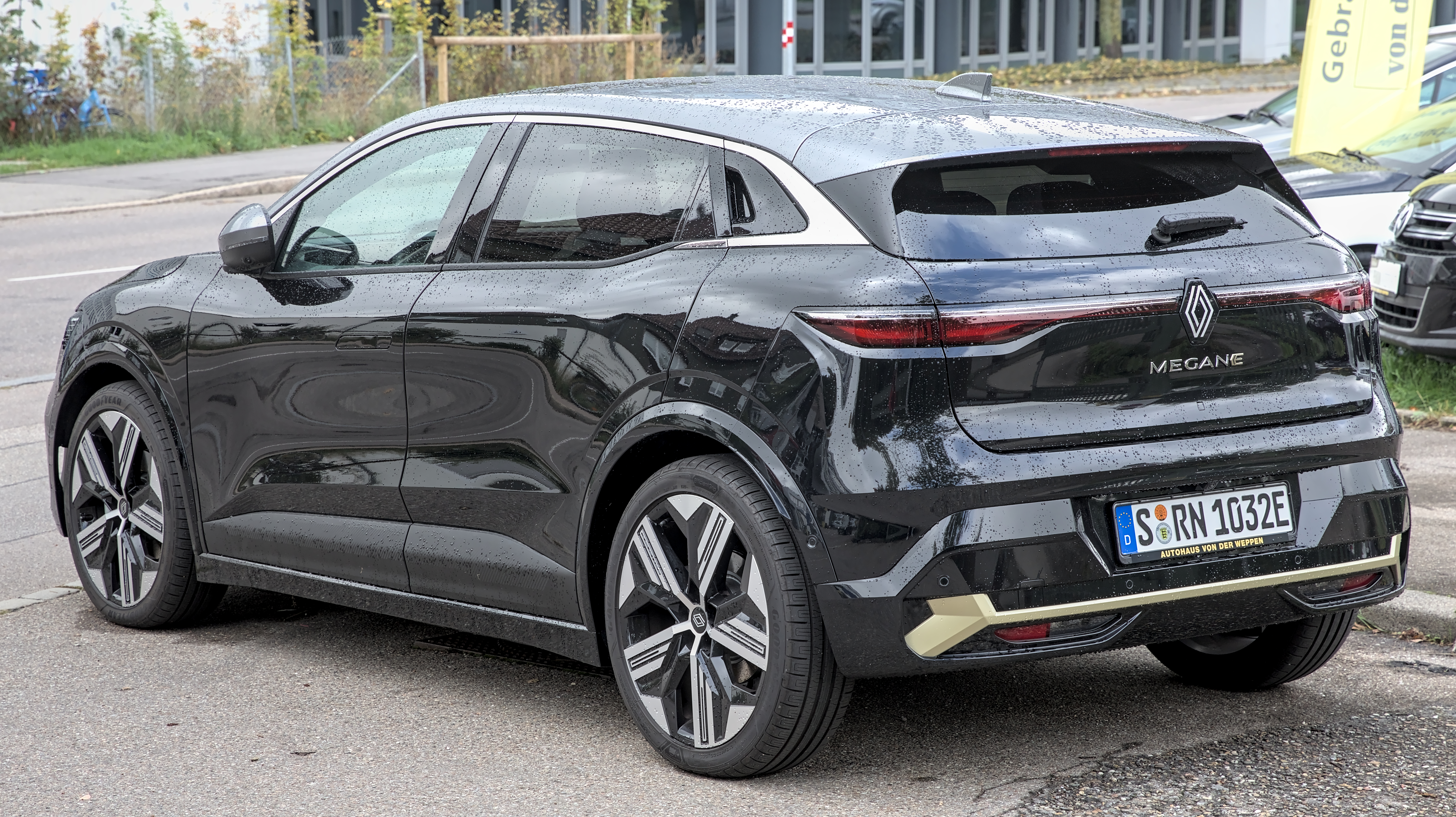
Renault Mégane E-Tech Electric - tył

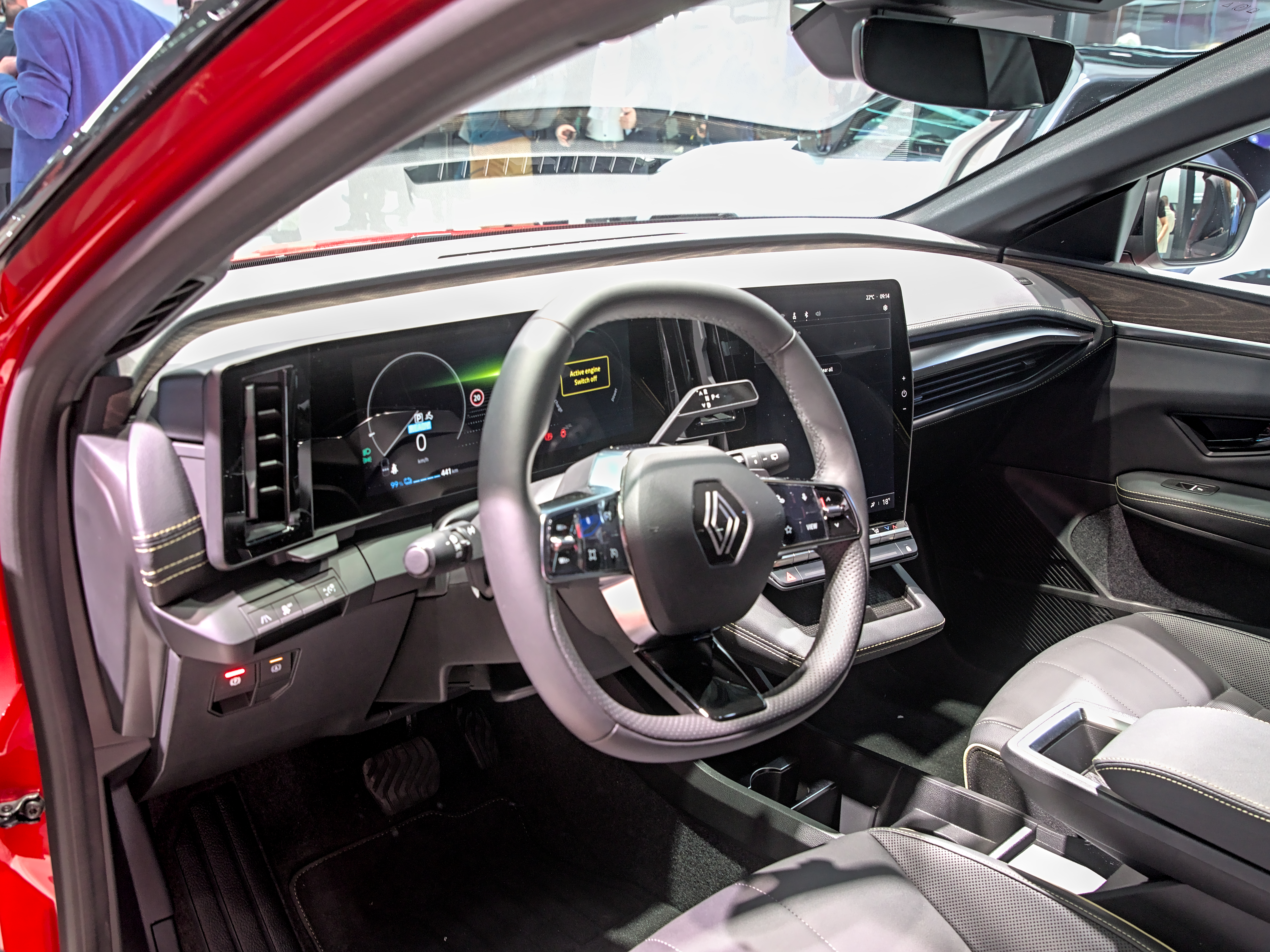
Renault Mégane E-Tech Electric - kokpit

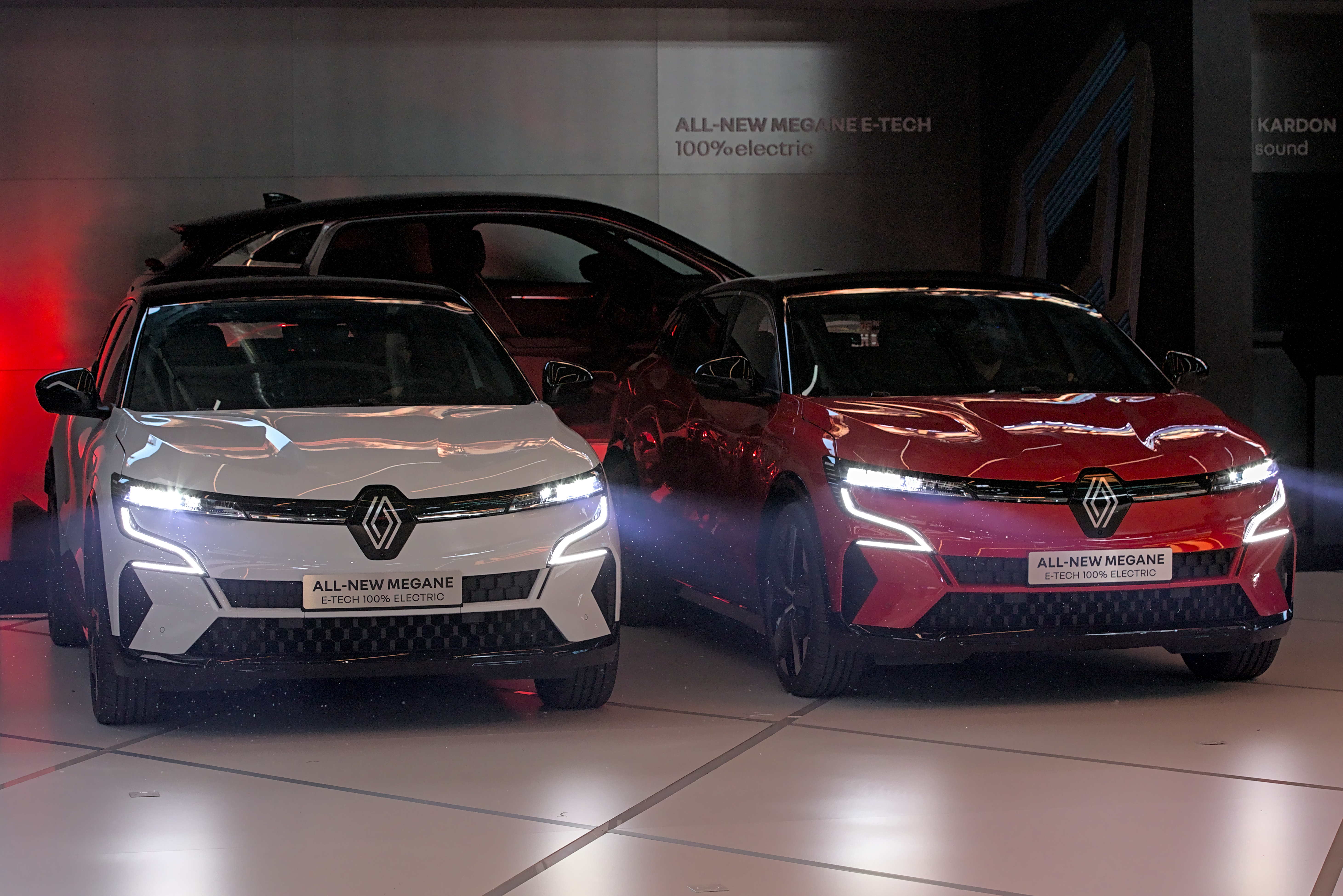
Renault Mégane E-Tech Electric podczas premiery

W lipcu 2020 roku francuski magazyn motoryzacyjny Caradisiac poinformował, że Renault prowadzi zaawansowane prace konstrukcyjne nad miejskim crossoverem o napędzie elektrycznym, który odpowiadać będzie wymiarowo konwencjonalnemu modelowi Captur. Samochód miał pierwotnie otrzymać nazwę Renault Zandar, inicjując nową linię modelową w pełni elektrycznych crossoverów. Plany nazewnicze zrewidowano jednak po zmianie na stanowisku prezesa Renault. Luca de Meo obrał strategię przypisywania znanych już emblematów dla nowych samochodów elektrycznych, przez co Zandar otrzymał nazwę Mégane, potwierdzając to przy premierze studyjnej zapowiedzi Renault Mégane eVision w październiku 2020.
Premierę seryjnego modelu poprzedziły trzy etapy zapowiedzi. W maju 2021 opublikowano pierwsze zdjęcie fragmentu tylnej części nadwozia, w czerwcu przedstawiono oficjalne zdjęcia przedprodukcyjnego egzemplarza pokrytego maskowaniem, by na początku września oficjalnie przedstawić gotowy do produkcji samochód wraz z całą specyfikacją techniczną. Światowa premiera pierwszego od czasu przedstawionego dekadę wcześniej Zoe samochodu elektrycznego Renault opracowanego od podstaw z myślą o tym napędzie odbyła się podczas targów IAA 2021 w niemieckim Monachium. Renault Mégane E-Tech Electric powstało w oparciu o modułową platformę CMF-EV wykorzystnaą już przez alians Renault-Nissan-Mitsubishi do budowy większego elektrycznego SUV-a Nissan Ariya.
Elektryczny crossover Renault jako pierwszy przyozdobiony został nowym logiem firmowym o odświeżonym w marcu 2021 projekcie. Mégane E-Tech Electric było ostatnim projektem dotychczasowego szefa działu stylistycznego Renault, Laurensa van den Ackera, którego rok przed premierą samochodu zdążył zastąpić po 11 latach pełnienia funkcji nowy stylista, Gilles Vidal. Charakterystyczną cechą stała się masywna sylwetka z dużymi, 20-calowymi alufelgami i chowanymi klamkami przednimi dla optymalizacji właściwości aerodynamicznych. Dwubarwnie malowane nadwozie zyskało wysoko poprowadzoną linię okien, kontrastujące osłony na progi i nadkola typowe dla crossoverów, a także oświetlenie full LED z motywem animacji 3D.
Kabina pasażerska została utrzymana w nowym, awangardowym wzornictwie. Deskę rozdzielczą zdominowały dwa ekrany: pierwszy pełniący funkcję w pełni cyfrowych zegarów, oraz zakrzywiony w stronę kierowcy pionowy dotykowy wyświetlacz o przekątnej 12 cali pozwalający na sterowanie radiem, systemem multimedialnym czy innymi funkcjami pojazdu. Renault Mégane E-Tech Electric to pierwszy samochód francuskiej firmy wyposażony nie we własny system operacyjny, lecz zewnętrzne oprogramowanie "OpenR Link" opracowane przez Google i w pełni zintegrowane z usługami tego dostawcy jak np. Google Maps.

### Sprzedaż
Już w momencie debiutu Renault zapowiedziało, że Mégane E-Tech Electric nie zastępuje obecnego w gamie firmy od 1996 roku tradycyjnego spalinowego Mégane i do końca cyklu rynkowego przedstawionej w 2015 roku czwartej generacji modele będą oferowane równolegle. Do produkcji crossovera wyznaczono francuskie zakłady w Douai, których modernizacja rozpoczęła się we wrześniu 2021, by wytwarzanie zainaugorować w lutym 2022 roku. Pierwsze egzemplarze do klientów w Polsce rozpoczęto dostarczać w maju 2022 z cenami rozpoczynającymi się od pułapu 161 tysięcy złotych. W sierpniu 2022 Mégane E-Tech Electric stało się najpopularniejszym nowym samochodem elektrycznym we Francji, z 25 tysiącami dostarczonych egzemplarzy w pół roku od rozpoczęcia produkcji.

### Dane techniczne
Renault Mégane E-Tech Electric jest samochodem elektrycznym, do którego napędu wykorzystano silnik dostępny w dwóch wariantach mocy: 130 KM i 250 Nm maksymalnego momentu obrotowego lub 218 KM i 300 Nm maksymalnego momentu obrotowego. Topowy wariant rozpędza się do maksymalnie 160 km/h i osiąga 100 km/h w 7,4 sekundy. Samochód trafił do sprzedaży z dwoma pakietami akumulatorów: mniejszym 40 kWh i topowym, 60 kWh. Pierwszy pozwala przejechać na jednym ładowaniu do ok. 300 kilometrów, z kolei droższy i większy oferuje ok. 450 kilometrów zasięgu.